# Riss
 (octobre 2023).
Si vous disposez d'ouvrages ou d'articles de référence ou si vous connaissez des sites web de qualité traitant du thème abordé ici, merci de compléter l'article en donnant les références utiles à sa vérifiabilité et en les liant à la section « Notes et références ».
Pour les articles homonymes, voir Riss (homonymie).
Ne doit pas être confondu avec RISS.
Laurent Sourisseau, dit Riss, né le 20 septembre 1966 à Melun, est un caricaturiste, auteur de bande dessinée français et le directeur de publication du journal Charlie Hebdo.

## Biographie

### Famille
Laurent Sourisseau naît d’un père employé des pompes funèbres et d’une mère au foyer.

### Formation
Il fait son service militaire puis obtient une licence de droit à l'université[source insuffisante].

## Carrière professionnelle

### Débuts
Il travaille durant plusieurs années en horaire trois-huit à la SNCF, dans un poste d'aiguillage de la banlieue parisienne[source insuffisante]. Il décide de se lancer dans le dessin de presse alors qu'il est toujours cheminot : Il envoie par courrier des dessins satiriques au journal La Grosse Bertha, qui vient alors de débuter à Paris. Des personnes reconnues dans le métier y travaillent, comme Cabu, Wolinski ou Gébé, et apprécient ses dessins. Ils lui permettent de commencer et d'intégrer l'équipe[source insuffisante].

### Charlie Hebdo
En 1992, lorsque les membres de La Grosse Bertha se séparent en deux journaux distincts, Riss participe à la reparution de Charlie Hebdo avec lequel il collabore depuis cette date. Plus tard, Luz, Catherine Meurisse et d'autres collaborateurs, dessinateurs et non-dessinateurs, viennent prendre place dans l'équipe. Riss devient le co-directeur de la rédaction à partir de mai 2009, en tandem avec Charb, lorsque Philippe Val, jusqu'alors rédacteur en chef, n'est plus à la tête de l'équipe.
De novembre 1997 à avril 1998, Riss « couvre » le procès de Maurice Papon aux assises de Bordeaux et produit plus de 400 dessins d'audience, exposés 25 ans plus tard au Mémorial de la Shoah de Paris.
Blessé à l’épaule droite lors de la fusillade au siège du journal à Paris le 7 janvier 2015, il déclare, depuis, être visé par une fatwa. Il succède à Charb, tué dans la fusillade, au poste de directeur de la publication de Charlie Hebdo dont il possède aujourd'hui 70 % des actions.

## Controverses

### Affaire judiciaire
En 1991, un dessin de Riss caricaturant Caroline de Monaco ne plaît pas à la famille princière. Cette dernière intente le premier procès à l'encontre de Charlie Hebdo concernant la liberté d'expression. Le procès est gagné par le journal.

### Prises de position
Le 30 mars 2016, Riss provoque une polémique avec un éditorial portant sur les attentats du 22 mars 2016 à Bruxelles :

« À cet instant, personne n’a encore rien fait de mal. Ni Tariq Ramadan, ni la femme voilée, ni le boulanger, ni ces jeunes désœuvrés. Pourtant, tout ce qui va arriver ensuite à l’aéroport et dans le métro de Bruxelles ne pourra avoir lieu sans le concours de tous. Car tous inspirent la crainte et la peur. La peur de contredire, la peur de polémiquer, la peur de se faire traiter d’islamophobe et même de raciste. La peur, tout simplement. Ce qui va se passer dans quelques minutes est l’étape ultime de la peur : la terreur. Le terrorisme. Il n’y a pas de terrorisme possible sans l’établissement préalable d’une peur silencieuse généralisée [...] Depuis la boulangerie qui vous interdit de manger ce que vous aimiez jusqu’à cette femme qui vous interdit de lui dire que vous la préféreriez sans voile, on se sent coupable d’avoir ces pensées. Dès cet instant, le terrorisme commence son travail de sape. La voie est alors tracée pour tout ce qui arrivera ensuite. »

Certains observateurs, comme Fabrice Arfi de Mediapart ou l'association de critique des médias Acrimed, pointent du doigt « un édito dont les médias (français) n’ont pas parlé, ou à peine » contrairement à d'autres journaux étrangers comme le Washington Post ou Slate. Selon Pierre Marrisal, Riss tient un discours « essentialisant et islamophobe », « un tissu d’âneries » qui « revient purement et simplement à affirmer que tout musulman pratiquant est un terroriste ou un criminel »,.
Le 29 octobre 2019, Riss attise une nouvelle fois la critique sur Twitter en diffusant via le compte de son journal une une avec un dessin signé de sa main indiquant[à recycler] : « La République islamique en marche » (en référence au parti présidentiel : La République en marche). On y voit une caricature d’Emmanuel Macron déclarant « ce n’est pas mon affaire » en levant les mains au ciel tandis que, dans son dos, des femmes voilées défilent le regard baissé et le visage morne. La phrase que l’hebdomadaire prête à la caricature du président renvoie à une de ses déclarations lors d'un déplacement à La Réunion : « Le port du voile dans l'espace public n'est pas mon affaire. Dans les services publics, à l'école, c'est mon affaire ». De nombreux internautes accusent Charlie Hebdo d'attiser la haine à l'encontre des musulmans avec une couverture qui suggère que l'exécutif serait complice, par sa cécité, d'un péril islamiste en France.

## Publications
- Les Grands Procès par Charlie Hebdo : le procès Papon, scénario collectif, Éditions Charlie Hebdo/Rotative, 1998
- Mémé femme pratique, Le Cherche midi, 1999  (ISBN 978-2862746432)
- Le Tour de France du crime, Charlie Hebdo, hors série no 11, Éditions Rotative, 2000[11]
- La Face kärchée de Sarkozy, avec Richard Malka et Philippe Cohen (scénario), Issy-les-Moulineaux : Vents d'Ouest, Paris, Fayard, 155 p., 2006  (ISBN 2-7493-0309-5) Enquête sur Nicolas Sarkozy avant son accession à la présidence de la République lors de l'élection présidentielle de 2007 ; suivi, après son élection, de La Face kärchée de Sarkozy, la suite : Sarko 1er puis de Carla et Carlito ou La vie de château, cités plus loin
- La Face kärchée de Sarkozy, la suite : Sarko 1er, avec Richard Malka et Philippe Cohen (scénario), 37 p., 2007  (ISBN 978-2-7493-0400-7)
- Présidentielle 2007 : carnet de campagne de Charlie Hebdo, avec Anne-Sophie Mercier, Éditions Jean-Claude Gawsewitch, 2007  (ISBN 978-2350130996)
- J'aime pas l'école, Hoëbeke, 2007  (ISBN 978-2842302931)
- Le Rêve américain expliqué aux mécréants, Éditions Albin Michel, 2007  (ISBN 978-2226177308)
- Rien à branler, supplément au no 828 de Charlie Hebdo (30 avril), 32 p., 2008
- Carla et Carlito ou La vie de château, avec Richard Malka et Philippe Cohen (scénario), éd. 12 bis-Fayard, 64 p., 2008  (ISBN 978-2-35648-034-7)
- Ma première croisade : Georgie Bush s'en va t-en guerre, éditions Les Échappés, 2008  (ISBN 978-2357660007)
- Obama, what else?, avec Jean-Luc Hees, éd. Les Échappés, 2009  (ISBN 978-2357660083)
- Hitler dans mon salon : photos privées d’Allemagne 1933 à 1945, éd. Les Échappés, 2009  (ISBN 978-2357660144)
- La Véritable Histoire du Petit Jésus, préface de Gérard Mordillat et Jérôme Prieur, Charlie-Hebdo, Hors série no 15H, s.d.
- La Face crashée de Marine Le Pen, avec Richard Malka et Saïd Mahrane (scénario), Éditions Grasset
- Une minute quarante neuf-secondes, Actes Sud, 311 p., 2019  (ISBN 978-2-330-12716-9)[12]

### Ouvrages collectifs
- Mozart qu'on assassine, Albin Michel, 2006, avec Charb, Catherine Meurisse, Luz, Tignous et Jul
- Bonne fête Nicolas: liberté, égalité, jogging , éditions Vents des savanes, 2007, avec Cabu, Catherine Meurisse, Charb, Jul, Luz, Tignous, Wolinski
- Le Cahier de vacances de Charlie Hebdo, éditions Les Échappés, 2009, avec Catherine Meurisse, Charb et Luz
- Édition anniversaire 2010 du Petit Larousse[1] (illustration des mots de la langue française), 2009
- Liberté - Égalité - Fraternité, recueils de dessins de presse
- Les Brèves de Charlie Hebdo, éditions Les Échappés, 2008
- C'est la faute à la société, collectif, éd. 12 bis, 2008

## Expositions
- Riss, le procès Papon, Mémorial de la Shoah, Paris, du 19 octobre 2023 au 3 mars 2024[13]